# Odonticium laxum
Odonticium laxum är en svampart som först beskrevs av L.W. Mill., och fick sitt nu gällande namn av Leif Ryvarden 1978. Odonticium laxum ingår i släktet Odonticium, klassen Agaricomycetes, divisionen basidiesvampar och riket svampar.   Inga underarter finns listade i Catalogue of Life.